# Trois lièvres
Pour les articles homonymes, voir Lièvre (homonymie).

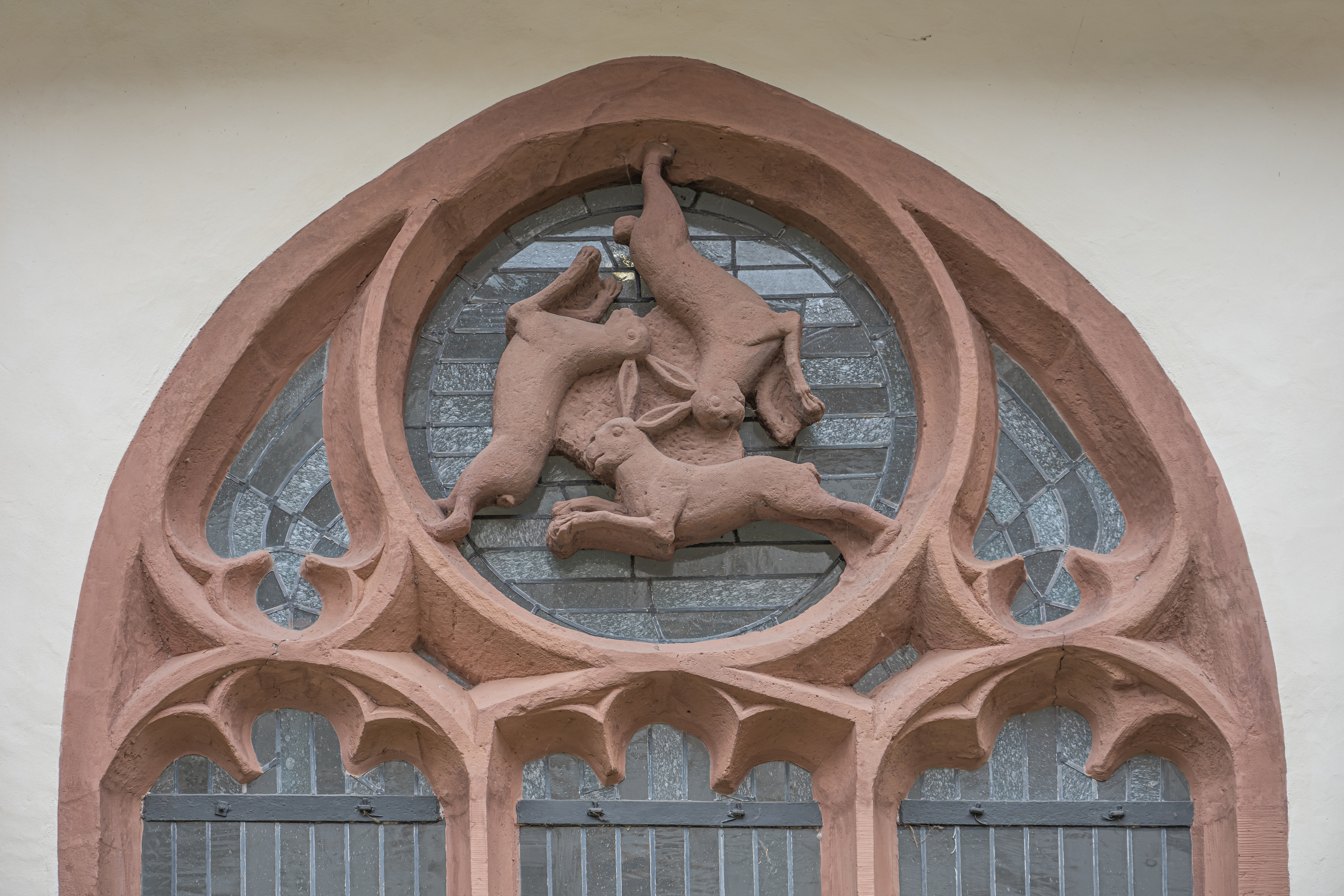
Fenêtre des trois lièvres, cathédrale Saint-Liboire de Paderborn.

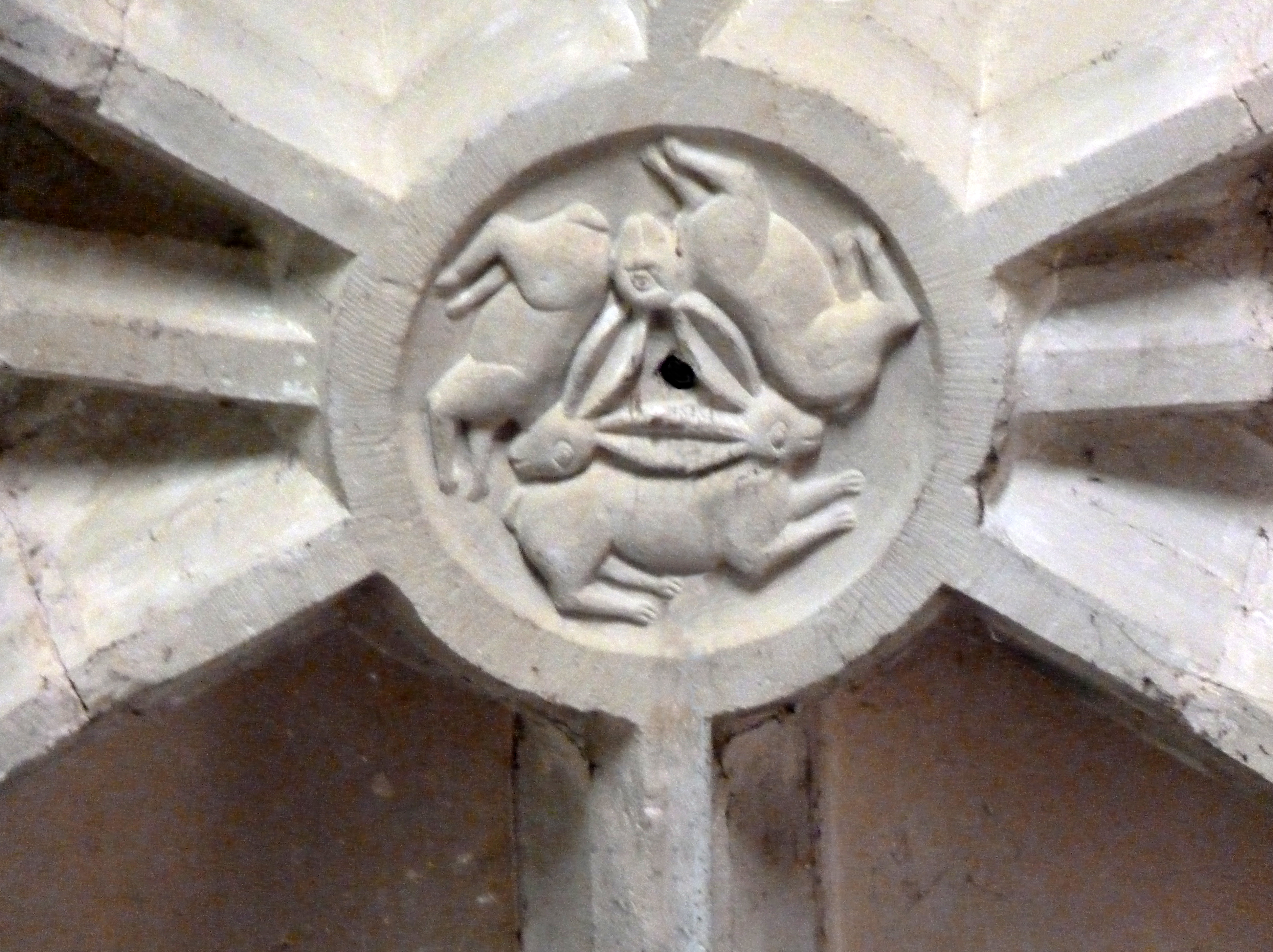
Église d'Anjeux (Haute-Saône).

Blason de Corbenay (Haute-Saône).

Les trois lièvres sont un motif ornemental circulaire représentant trois lièvres à oreilles communes, présent dans les sanctuaires du Moyen à l'Extrême-Orient jusqu'aux églises du sud-ouest de l'Angleterre (comme le Tinners' Rabbits), ainsi que les anciennes synagogues d'Europe. Il est utilisé comme ornement architectural, symbole religieux, dans d'autres œuvres d'art moderne, ou comme logo en décoration (tatouages inclus), en bijouterie, en héraldique, sur les blasons et sur les écus,. Il est considéré comme un puzzle, un problème topologique ou un défi visuel qui a été illustré par la sculpture, le dessin et la peinture.